# Jungfischerschule

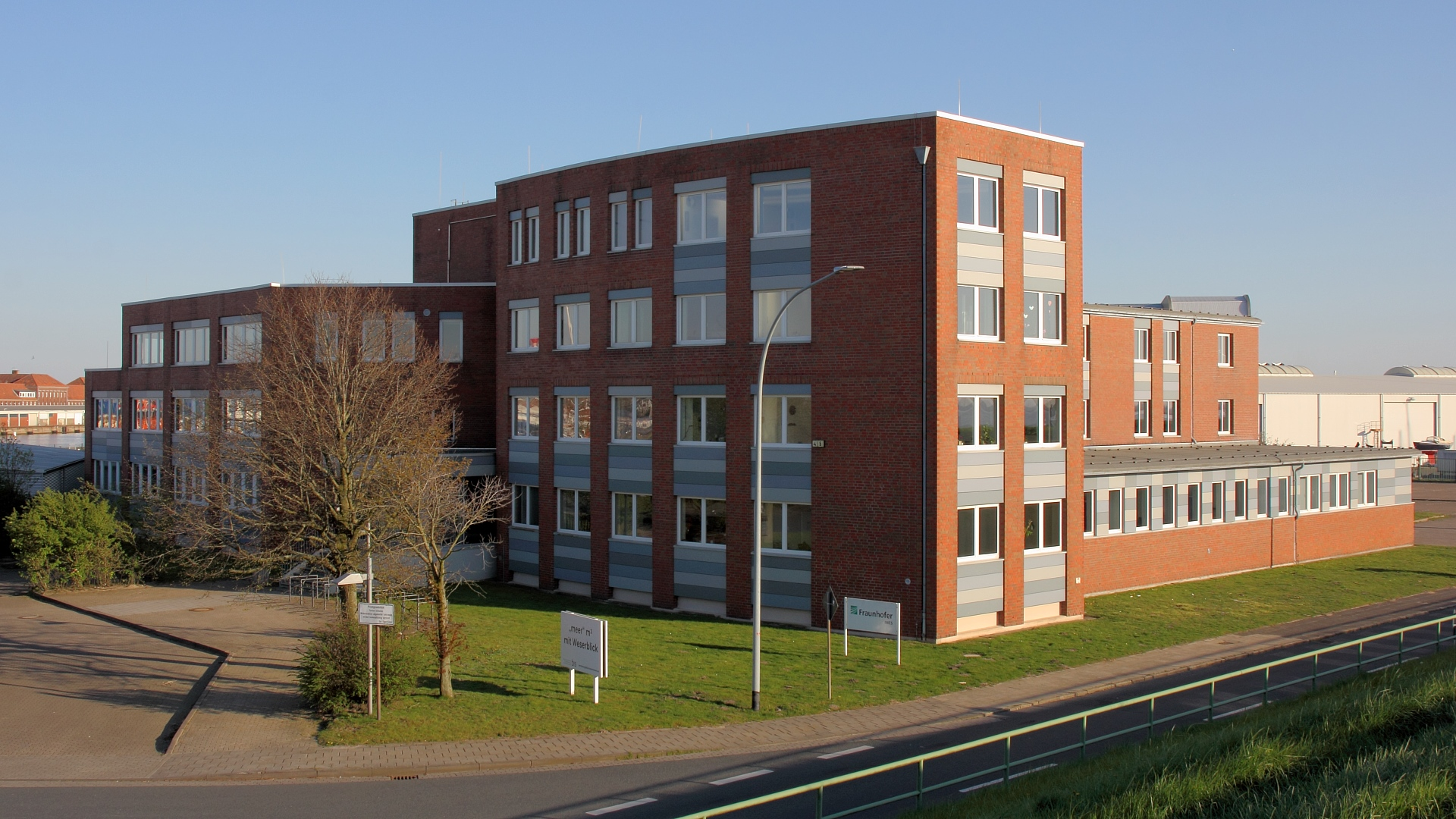
Fraunhofer IWES, ehemalige Jungfischerschule (2019)

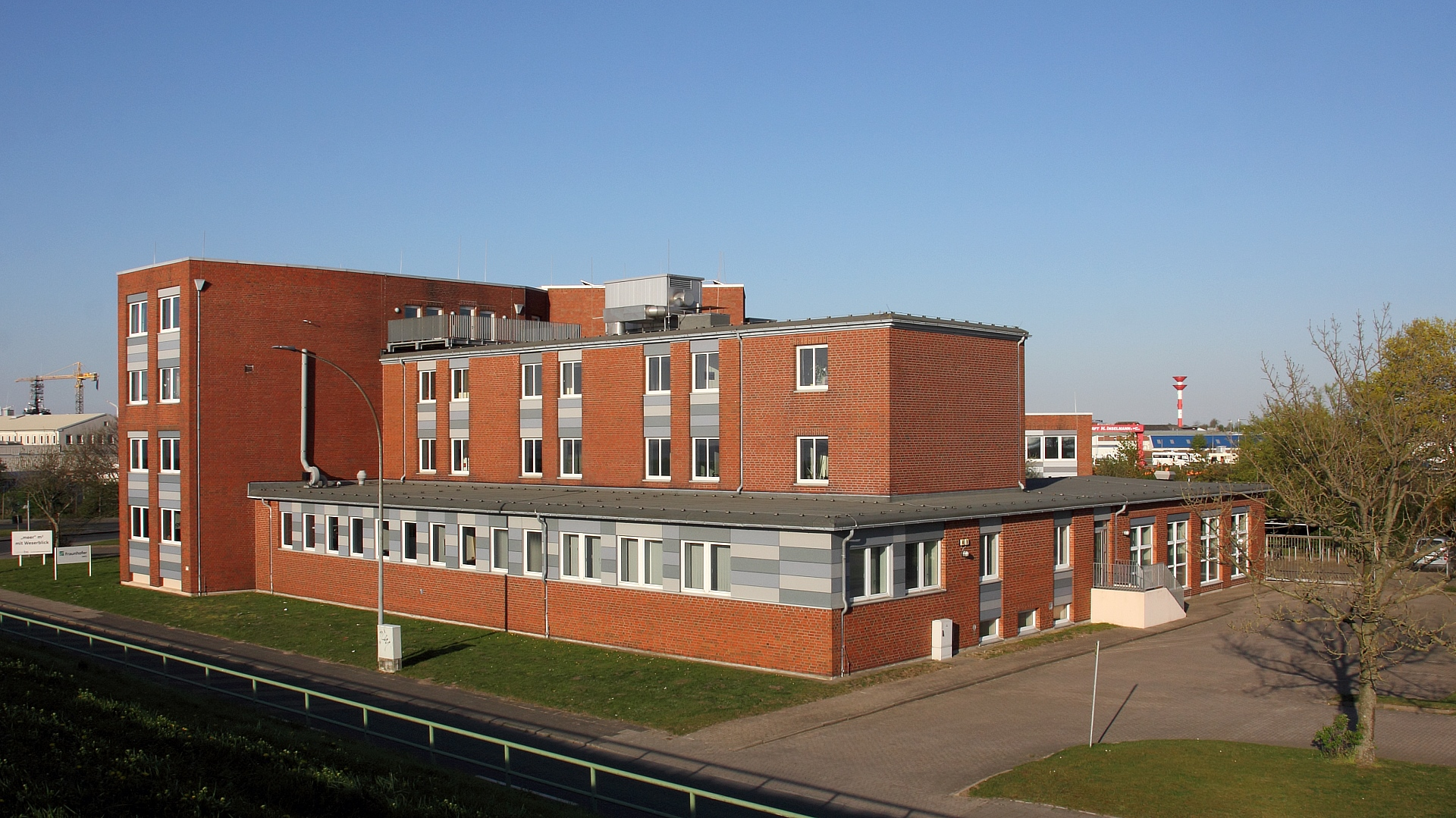
Fraunhofer IWES, ehemalige Jungfischerschule (Rückseite, 2019)

Die Jungfischerschule in Bremerhaven bestand von 1957 bis 1962 im Fischereihafen II und diente der Ausbildung von Hochseefischern.

## Geschichte
In Hinblick auf den prekären Nachwuchsmangel auf den Fischdampfern drängte der in Bremerhaven ansässige Verband der deutschen Hochseefischereien die Stadt, eine Schule zur systematischen Ausbildung von Hochseefischern zu gründen.
Die Stadtverwaltung entsprach dem Wunsch der Reeder und baute „für ganz Deutschland“ (Alfons Tallert) ein Schulhaus mit Internat am Seedeich nördlich der Luneplate. Die Kosten von 610.000 Deutsche Mark teilten sich die Stadt, die Bundesrepublik Deutschland, das Land Bremen und die Reeder zu je einem Viertel. Die Stadt verpflichtete sich, für die Unterhaltung des Gebäudes, den Schulbetrieb und die Besoldung des Lehr- und Hilfspersonals zu sorgen. Der Reederverband sollte für das Schulinventar und die Verpflegung der Jungfischer aufkommen. 
In einem dreimonatigen Lehrgang wurde den Jungfischern alles Nötige zu Decksdienst, Fischernetzen, Fischkunde und allfälligem Landgang vermittelt. Für 240 Schüler ausgelegt, war die Schule nie ausgelastet. 1961 hatte sie zeitweise mehr Lehrer als Schüler. Der Reederverband zog sich aus der Finanzierung der Schule bald zurück.
Um 1961 entstand der 25-minütige Film Hochseefischer über die Jungfischerschule.
Erst Mitte der 1960er-Jahre wurde eine Buslinie 10 der Verkehrsgesellschaft Bremerhaven (VGB) Richtung Am Seedeich eingerichtet, die unverständlicherweise zur Endstation mit dem Namen Jungfischerschule fuhr; das Angebot wird durch Anruf-Linientaxi ergänzt (auch in den Schulferien).

## Nachnutzungen
Das Gebäude fand nach ihrer nur kurzen Verwendung als Jungfischerschule verschiedene Behörden und Firmen als Nachnutzer. Nach einem Umbau wird es seit 2011 vom Fraunhofer-Institut für Windenergiesysteme als "Windhaus" genutzt.